# Треболец
Треболец (на гръцки: Μαυροβούνι, Мавровуни, на катаревуса: Μαυροβούνιον, Мавровунион, до 1927 година Τρέμπολιτς, Треболиц) е село в Егейска Македония, Гърция, област Централна Македония, дем Въртокоп (Скидра).

## География
Селото е разположено на около 2 km северно от демовия център Въртокоп (Скидра) в областта Сланица.

## История

### В Османската империя
В началото на XX век Треболец е малко селце във Воденска кааза на Османската империя. Александър Синве („Les Grecs de l’Empire Ottoman. Etude Statistique et Ethnographique“), който се основава на гръцки данни, в 1878 година пише, че в Тремполис (Trempolis), Воденска епархия, живеят 90 гърци. В „Етнография на вилаетите Адрианопол, Монастир и Салоника“, издадена в Константинопол в 1878 година и отразяваща статистиката на населението от 1873 г., Треблец (Trébletz) е посочено като село във Воденска каза с 22 къщи и 93 жители българи. Според статистиката на Васил Кънчов („Македония. Етнография и статистика“) в 1900 година Требулецъ има 90 жители българи и 42 цигани.
По данни на секретаря на Българската екзархия Димитър Мишев („La Macédoine et sa Population Chrétienne“) в 1905 година в Треболец (Treboletz) има 80 българи патриаршисти гъркомани.
При избухването на Балканската война в 1912 година трима души от Треболец са доброволци в Македоно-одринското опълчение.

### В Гърция
По време на войната в селото влизат гръцки части и селото остава в Гърция след Междусъюзническата война в 1913 година.
Боривое Милоевич пише в 1921 година („Южна Македония“), че Триболец има 10 къщи славяни християни и 3 къщи цигани християни.
В 1920-те години в селото са заселени 198 гърци бежанци от Турция. В 1927 година името на селото е сменено на Мавровунион, в превод черна планина. В 1928 година селото е смесено с 43 бежански семейства и 178 жители бежанци. В 1940 година от 491 жители 161 са местни и 330 са бежанци.
Тъй като землището му е равнинно и се напоява добре, е много плодородно и населението на селото се увеличава. Произвеждат се овошки - праскови, ябълки, както и жито. В по-малка степен е развито и скотовъдството.
| Година    | 1913 | 1920 | 1928 | 1940 | 1951 | 1961 | 1971 | 1981 | 1991 | 2001 | 2011 | 2021 |
| --------- | ---- | ---- | ---- | ---- | ---- | ---- | ---- | ---- | ---- | ---- | ---- | ---- |
| Население | 92   | 120  | 398  | 491  | 686  | 823  | 869  | 1012 | 1067 | 1021 | 1006 | 827  |

## Личности
Родени в Треболец
- Йорданис Дзамдзис (р. 1951), гръцки политик от Нова демокрация
- Кольо Станов (1882 – ?), македоно-одрински опълченец, четата на Григор Джинджифилов[11]
- Никола С. Бахчованов (1882 – ?), македоно-одрински опълченец, 3 рота на 13 кукушка дружина[12]
- Никола Стоев (1882 – ?), македоно-одрински опълченец, четата на Григор Джинджифилов[13]